# Nesaea schinzii
Nesaea schinzii là một loài thực vật có hoa trong họ Lythraceae. Loài này được Koehne ex Schinz mô tả khoa học đầu tiên năm 1888.